# Cirsia multilobata
Cirsia multilobata är en insektsart som beskrevs av Lucien Chopard 1952. Cirsia multilobata ingår i släktet Cirsia och familjen Bacillidae. Inga underarter finns listade i Catalogue of Life.